# Lycophotia semiconfluens
Lycophotia semiconfluens là một loài bướm đêm trong họ Noctuidae.